# Joris Hindryckx
Joris Hindryckx (Vladslo, 19 maart 1963) is een voormalig algemeen directeur van de Katholieke Hogeschool VIVES. Hij is een Belgische politicus voor CD&V en eerste schepen en oud-burgemeester van Houthulst. In 2014 ontving hij de titel van ereburgemeester.

## Biografie
Hindryckx volgde lager onderwijs in de gemeenteschool van Vladslo en middelbaar onderwijs in het Sint-Aloysiuscollege van Diksmuide. Daarna behaalde hij aan de Universiteit Gent het licentiaat Economische Wetenschappen. Hij studeerde ook aan de Vlerick Management School.
Van 1985 tot 1987 was hij assistent aan de Universiteit Gent. Van 1987 tot 1990 was hij hoofdboekhouder bij de Voorzorgskas voor Geneesheren. In 1987 werd hij docent economie aan HANTAL, het latere departement Handelswetenschappen en bedrijfskunde van de Katholieke Hogeschool Zuid-West-Vlaanderen (KATHO). Later werd hij financieel directeur van de fusieschool KATHO.
Eind jaren 80 ging hij in Houthulst wonen en werd hem gevraagd actief te worden in de gemeentepolitiek. Na de verkiezingen van 1988 werd hij lokaal CVP-voorzitter. Na de gemeenteraadsverkiezingen van 1994 kwam de CVP in de meerderheid. Hindryckx haalde meer dan 900 voorkeurstemmen en werd schepen onder burgemeester Maria Vandenbussche. In lijn met zijn beroepsactiviteiten was hij bevoegd voor financiën en onderwijs. Na de verkiezingen van 2000 haalde hij meer dan 1300 stemmen en werd hij eerste schepen.

## Burgemeesterschap Houthulst
In 2003 nam burgemeester Vandenbussche op 64-jarige leeftijd ontslag en Hindryckx volgde haar op. Bij de verkiezingen van 2006 haalde hij meer dan 2500 voorkeurstemmen en bleef burgemeester. In het voorjaar van 2012, het laatste jaar van de lopende ambtsperiode, nam hij om beroepsredenen ontslag als burgemeester. 
Hij werd vanaf 1 september 2012 algemeen directeur van KATHO, waar hij al financieel directeur was en vond dat dit niet te combineren viel met het burgemeesterschap. Hij werd voor de laatste acht maanden van de bestuursperiode opgevolgd door eerste schepen Ann Vansteenkiste. Bij de gemeenteraadsverkiezingen van oktober 2012 was hij geen lijsttrekker meer, maar lijstduwer. In 2016 werd hij opnieuw schepen en na de verkiezingen van 2018 terug burgemeester van Houthulst. In augustus 2023 gaf Hindryckx de burgemeesterssjerp door aan eerste schepen Jeroen Vandromme (CD&V), zoals was afgesproken aan het begin van de legislatuur.

## Directeur Hogeschool VIVES
Einde 2012 werd hij algemeen directeur van de West-Vlaamse katholieke hogeschool VIVES. In 2019 was hij een jaar lang voorzitter van de Vlaamse Hogescholenraad (VLHORA). Hindryckx hield vooral de koers aan van zijn voorganger, waardoor hij vruchten plukte door onder meer de voorsprong van de hogeschool op het gebied van afstandsonderwijs. Hij onderscheidde zich meer door een bouwkundige dan door een onderwijskundige dadendrang. In zijn elf jaar als directeur realiseerde hij nieuwe bouwprojecten als The Cube en The Cloud op de VIVES-campus in Kortrijk en The Crown op de VIVES-campus in Brugge. In oktober 2018 werd hij onderscheiden als doctor honoris causa aan de universiteit van Drohobych, Oekraïne.

## Aftreden
In september 2023 werd Hindryckx tijdelijk op non-actief geplaatst als algemeen directeur van VIVES  nadat verschillende collega's van de hogeschool klachten tegen hem indienden wegens seksueel grensoverschrijdend gedrag, ongepaste intieme berichten en een toxische leiderschapsstijl. Hij werd ad interim vervangen als directeur door Maria De Smet terwijl hijzelf een onderzoekstaak kreeg toegewezen. Na het afronden van het interne onderzoek van IDEWE naar Hindryckx werden geen resultaten bekendgemaakt. Op 8 januari 2024 werd door de hogeschool aangekondigd dat Joris Hindrykx definitief een stap opzij zet . 